# Berliner Kriminal Theater
Berlíner Kriminál Theáter — берлинский театр, в репертуаре которого преобладают спектакли детективного жанра и юридической драмы.

## История
Инициаторами создания нового театра стали режиссёр Вольфганг Румпф и драматург Вольфганг Зеппельт (нем. Wolfgang Seppelt). Летом 1999 года оба принимали участие в постановке мюзикла «Im weißen Rößl» под открытым небом в Трептов-парке. Думая о создании творческого театрального коллектива, они решили сосредоточиться на детективном жанре, слабо представленном в многочисленных берлинских театрах. 
В январе 2000 года актёр-комик, сценарист и режиссёр Дитер Халлерфорден предложил для задуманных постановок бывшее помещение своего  кабаре «Die Wühlmäuse» в западном районе Берлина Вильмерсдорф. Официальное открытие (нем. Eröffnungsvorstellung) состоялось весной того же года. 13 апреля 2000 года впервые был поднят занавес нового театра, и зрители увидели поставленную режиссёром Вольфгангом Румпфом криминальную комедию «Восемь миллионеров» (нем. Die acht Millionäre) французского автора Робера Тома, которого называют «натуральным сыном» Агаты Кристи и Марселя Ашара.
В 2003 году коллектив театра получил на Палисаденштрассе (нем. Palisadenstr.) в восточном берлинском районе Фридрихсхайн помещение, переоборудованное из бывшей электрической подстанции (нем. Umspannwerk) со зрительным залом на 200 мест. Изменение места, по признанию Вольфганга Румпфа, ознаменовало начало истории их успеха.

## Репертуар театра
Будучи частным предприятием, театр не может позволить себе провалы. Спектакли базируются на классических произведениях детективного жанра в основном XX века, многие из которых стали широко известными благодаря экранизациям в разных странах мира.
Это прежде всего пьесы «королевы детектива» Агаты Кристи. Написанная ею в 1952 году «Мышеловка» знаменита неожиданной развязкой. Расследование строится на подозрении, что разыскиваемым убийцей может быть любой в пансионе, посетители которого оказались отрезанными от мира из-за сильного снегопада. Пьеса «стала одной из традиций Англии, частью лондонской театральной истории». 
В январе 2001 года состоялась премьера «Мышеловки» в берлинском театре, а в сентябре 2015 года спектакль был показан зрителям в 1250-й раз. Произведения Агаты Кристи разных лет стали основой для других спектаклей. Среди них — роман «Смерть на Ниле» (англ. Death on the Nile),  впервые опубликованный в 1937 году;  роман  «Объявлено убийство» (англ. A Murder Is Announced), изданный в 1950 году;  пьеса «Свидетель обвинения» (англ. Witness for the Prosecution), экранизированная в 1957 году.
В репертуаре театра много разноплановых постановок. «Птицы» — по рассказу 1952 года английской писательницы Дафны Дюморье,  экранизированному в 1963 году Альфредом Хичкоком в его одноимённом фильме ужасов.  Детектив в исторических декорациях «Имя розы» (итал. Il nome della Rosa) по роману 1980 года итальянского философа и писателя Умберто Эко.  Триллер «Цепная реакция»  (нем. Außer Kontrolle),  (англ. Chain Reaction) по сценарию 1996 года американского автора Джоша Фридмана .
Коллектив регулярно расширяет репертуар. С 2006 года в театре идёт юридическая драма «12 присяжных заседателей» (нем. Die zwölf Geschworenen) по мотивам телесценария 1957 года (англ. 12 Angry Men) американского драматурга Реджинальда Роуза. Действие происходит в совещательной комнате суда присяжных, которым необходимо решить, виновен ли в убийстве собственного отца подросток, выросший в трущобах. Сюжет этой драмы стал известным благодаря нескольким экранизациям, в том числе и адаптации к реалиям XXI века. 
В 2007 году поставлен  триллер «Перед заморозками» по мотивам детективного романа шведского режиссёра и писателя Хеннинга Манкеля из его серии про комиссара Курта Валландера.
В марте 2009 года состоялась премьера чёрной комедии  «Мышьяк и старые кружева» по пьесе (англ. Arsenic and Old Lace), написанной в 1939 году американским драматургом Джозефом Кесселрингом.
С 2012 года в театре идёт «Смертельная ловушка» (нем.  Todesfalle) — пьеса  американского драматурга Айры Левина, экранизированная в 1982 году. В 2013 году в репертуаре появился «Душегуб» — психотриллер немецкого журналиста и писателя Себастьяна Фитцека, впервые опубликованный в 2008 году.
В 2016 году репертуар дополнили две новых постановки — триллер «Сострадание» (нем. Erbarmen) по мотивам романа датского автора Юсси Адлер-Ольсена и психотриллер Себастьяна Фитцека «Терапия» (нем. Die Therapie).
Премьерой 2017 года стал психологический триллер британского писателя Энтони Шаффера, который созданную в 1970 году пьесу адаптировал для последовавших экранизаций — «Сыщик (фильм, 2007)». 
В atdhfkt2018 году намечена премьера спектакля «Die Vögel» по рассказу «Птицы», который в 2009 году ирландский драматург Конор Макферсон адаптировал для сцены.

## Участники ансамбля
В ансамбль театра наряду с техническим персоналом, дирекцией и администрацией входят более 50 актеров. Среди них — Рената Блюме,  Катрин Мартин, Ангелика Ман, Фритци Айххорн, Каспар Айхель, Изабелла Шмид, Вера Мюллер-Вайднер, Манфред Боргес, Мария Яни, Йоахим Капс, Том Дайнингер, Фолькмар Кляйнерт, Феликс Изенбюгель, Томас Гумперт, Сильвио Хильдебрандт (нем. Silvio Hildebrandt), Себастьян Фрайганг (нем. Sebastian Freigang) и многие другие.